# Калацкий, Михаил Николаевич
Михаи́л Никола́евич Кала́цкий (1934 — ?) — строитель,. Герой Социалистического Труда.

## Биография
Михаил Калацкий родился в 1934 году в селе Залужье Житомирской области УССР. С 17 лет работал строителем в Нижнем Тагиле. С 1953 по 1956 год проходил срочную службу. В Мурманской области Михаил Николаевич начал работать в 1962 году — строителем, а затем бригадиром комплексной подрядной бригады «Апатитстроя». Калацкий принимал участие в строительстве рудника «Центральный», АНОФ-2 и АНОФ-3, жилых домов в городе Апатиты и посёлках Титан и Кукисвумчорр.
За трудовые успехи указом Президиума Верховного Совета СССР в 1984 году Калацкому Михаилу Николаевичу было присвоено звание Героя Социалистического Труда и вручены орден Ленина и Золотая медаль «Серп и Молот». Михаил Калацкий является одним из четырёх Героев Социалистического Труда из работников «Апатитстроя», вместе с Вячеславом Егоровым, Николаем Курмахиным и Аркадием Тереховым. Среди других наград героя — орден Трудового Красного Знамени и орден «Знак Почёта».